# Супероксиддисмутаза 3
Супероксиддисмутаза 3 (СОД3, SOD3; внеклеточная супероксиддисмутаза, ВК-СОД, EC-SOD) — антиоксидантный фермент, одна из трёх супероксиддисмутаз человека, кодируемая геном SOD3. Как SOD1 и SOD2, этот фермент защищает организм от супероксид-анионов, катализируя их превращение в молекулярный кислород и пероксид водорода, однако местом его локализации является не цитозоль или митохондрии, а внеклеточное пространство. 
Супероксиддисмутаза 3 была открыта в 1982 году. Структурно она представляет собой гликопротеин-гомотетрамер массой около 30 килодальтон.

## Локализация в организме
Содержание СОД3 в большинстве тканей очень небольшое и составляет 1—5 % от общего уровня супероксиддисмутаз, однако кровеносные сосуды, лёгкие, и, в меньшей степени, сердце, отличаются повышенной концентрацией СОД3. В сосудистой системе СОД3 закрепляется за гепарансульфатные протеогликаны эпителия. При исследовании человеческого глаза отмечено высокое содержание СОД3 в роговице и склере.

## Регулировка экспрессии
Показано, что производство СОД3 в фибробластах и мышечных клетках человека регулируется опосредованно — цитокинами и факторами роста, а не собственно окислительным стрессом. По сообщениям одной группы исследователей, экспрессию СОД3 могут регулировать транскрипционные факторы sp1 и sp3.
По данным исследований на животных, физические упражнения вызывают всплеск экспрессии SOD3.
В одном исследовании, приём ингибиторов АПФ или антагонистов рецептора ангиотензина лицами с заболеванием коронарной артерии значительно повысил экспрессию СОД3.

## Клиническое значение

### Кератоконус
По данным одного исследования, проведенного на участках роговицы, изъятых в ходе кератопластики, при кератоконусе уровень СОД3 снижен в центральной части роговицы примерно наполовину от нормы, даже если этот участок роговицы уже ранее был пересажен от человека, не страдавшего кератоконусом при жизни. При этом во всех роговицах СОД3 была распределена неравномерно, с минимумом концентрации в центре. В одной статье отмечается, что уровни мРНК СОД3 при кератоконусе неизменны. Еще в одной публикации сообщается о том, что культура кератоцитов (роговичных фибробластов), взятых из стромы роговиц, изъятых при кератопластике у больных кератоконусом, под воздействием провоспалительного цитокина интерлейкин 1 (альфа) демонстрирует продолжающееся снижение уровней СОД3. Контрольные культуры кератоцитов - из здоровых роговиц и роговиц, пораженных буллёзной кератопатией, напротив, постепенно усиливали производство СОД3 после первоначального падения уровней фермента при добавлении IL1-альфа.

### Роль полиморфизма ARG213GLY
В одном исследовании 1992 года у 6 % здоровых испытуемых было отмечено 10—15-кратное превышение уровней СОД3 в сыворотке над средним уровнем. Позже такие группы были выявлены и в шведской, и в японской популяциях; при этом в КДНК была отмечена замена C->G в позиции 760 (однонуклеотидный полиморфизм ARG213GLY). В исследовании 2004 года этот полиморфизм оказался ассоциирован с повышенным (примерно в 1,5 раза) риском ишемической болезни сердца и ишемических церебрально-васкулярных заболеваний. Это объясняют не ухудшенной ферментативной активностью, а сниженным связыванием СОД3R213G с поверхностью клеток, в том числе эндотелиальных: вариация изменяет структуру его гепарин-связывающего домена и соответственно способность закрепляться за гепарансульфатные протеогликаны.

### Исследования на животных
По данным одного исследования, трансгенные мыши с повышенной экспрессией SOD3 отличаются в пожилом возрасте улучшенной по сравнению с обычными мышами долговременной потенциацией в гиппокампе, лучше обучаются двигательным задачам в тестах, задействующих мозжечок, и ориентируются в пространстве. В юном возрасте у них были отмечены ухудшенные способности к контекстному обучению, но эти отличия несколько нивелировались по мере старения.
Гомозиготный нокаут гена SOD3 не снижает ни продолжительности жизни мышей, ни их способности к воспроизведению.:135

## Примечание
1. 1 2 3  GRCh38: Ensembl release 89: ENSG00000109610 - Ensembl, May 2017
2. 1 2 3  GRCm38: Ensembl release 89: ENSMUSG00000072941 - Ensembl, May 2017
3. ↑  Ссылка на публикацию человека на PubMed: Национальный центр биотехнологической информации, Национальная медицинская библиотека США.
4. ↑  Ссылка на публикацию мыши на PubMed: Национальный центр биотехнологической информации, Национальная медицинская библиотека США.
5. ↑  Marklund S.L. Human copper-containing superoxide dismutase of high molecular weight (англ.) // Proceedings of the National Academy of Sciences of the United States of America : journal. — 1982. — December (vol. 79, no. 24). — P. 7634—7638. — PMID 6961438. — PMC 347402.
6. ↑  Gongora M.C., Harrison D.G. Sad heart from no SOD (недоступная ссылка — история) (неопр.) // Hypertension. — 2008. — January (т. 51, № 1). — С. 28—30. — doi:10.1161/HYPERTENSIONAHA.107.101162. — PMID 18025292.
7. ↑  Behndig A., Svensson B., Marklund S.L., Karlsson K. Superoxide dismutase isoenzymes in the human eye (недоступная ссылка — история) (неопр.) // Invest. Ophthalmol. Vis. Sci.[англ.]. — 1998. — March (т. 39, № 3). — С. 471—475. — PMID 9501855.
8. ↑  Strålin P., Marklund S.L. Effects of oxidative stress on expression of extracellular superoxide dismutase, CuZn-superoxide dismutase and Mn-superoxide dismutase in human dermal fibroblasts (неопр.) // Biochem. J.[англ.]. — 1994. — March (т. 298 ( Pt 2)). — С. 347—352. — PMID 8135741. — PMC 1137946.
9. ↑  Zelko I.N., Folz R.J. Sp1 and Sp3 transcription factors mediate trichostatin A-induced and basal expression of extracellular superoxide dismutase (англ.) // Free Radic. Biol. Med.[англ.] : journal. — 2004. — October (vol. 37, no. 8). — P. 1256—1271. — doi:10.1016/j.freeradbiomed.2004.06.022. — PMID 15451065.
10. ↑  Zelko I.N., Mueller M.R., Folz R.J. Transcription factors sp1 and sp3 regulate expression of human extracellular superoxide dismutase in lung fibroblasts (англ.) // Am. J. Respir. Cell Mol. Biol.[англ.] : journal. — 2008. — August (vol. 39, no. 2). — P. 243—251. — doi:10.1165/rcmb.2007-0378OC. — PMID 18314536.
11. ↑  Hitomi Y., Watanabe S., Kizaki T., Sakurai T., Takemasa T., Haga S., Ookawara T., Suzuki K., Ohno H. Acute exercise increases expression of extracellular superoxide dismutase in skeletal muscle and the aorta (англ.) // Redox Rep. : journal. — 2008. — Vol. 13, no. 5. — P. 213—216. — doi:10.1179/135100008X308894. — PMID 18796240.
12. ↑  Hornig B., Landmesser U., Kohler C., Ahlersmann D., Spiekermann S., Christoph A., Tatge H., Drexler H. Comparative effect of ace inhibition and angiotensin II type 1 receptor antagonism on bioavailability of nitric oxide in patients with coronary artery disease: role of superoxide dismutase (англ.) // Circulation : journal. — 2001. — February (vol. 103, no. 6). — P. 799—805. — PMID 11171786.
13. ↑  Behndig A., Karlsson K., Johansson B.O., Brännström T., Marklund S.L. Superoxide dismutase isoenzymes in the normal and diseased human cornea (недоступная ссылка — история) (англ.) // Invest. Ophthalmol. Vis. Sci.[англ.] : journal. — 2001. — September (vol. 42, no. 10). — P. 2293—2296. — PMID 11527942.
14. ↑  Kenney M.C., Chwa M., Atilano S.R., Tran A., Carballo M., Saghizadeh M., Vasiliou V., Adachi W., Brown D.J. Increased levels of catalase and cathepsin V/L2 but decreased TIMP-1 in keratoconus corneas: evidence that oxidative stress plays a role in this disorder (недоступная ссылка — история) (англ.) // Invest. Ophthalmol. Vis. Sci.[англ.] : journal. — 2005. — March (vol. 46, no. 3). — P. 823—832. — doi:10.1167/iovs.04-0549. — PMID 15728537.
15. ↑  Olofsson E.M., Marklund S.L., Pedrosa-Domellöf F., Behndig A. Interleukin-1alpha downregulates extracellular-superoxide dismutase in human corneal keratoconus stromal cells (неопр.) // Mol. Vis.[англ.]. — 2007. — Т. 13. — С. 1285—1290. — PMID 17679946. Архивировано 16 февраля 2012 года.
16. ↑  Adachi T., Ohta H., Yamada H., Futenma A., Kato K., Hirano K. Quantitative analysis of extracellular-superoxide dismutase in serum and urine by ELISA with monoclonal antibody (англ.) // Clin. Chim. Acta[англ.] : journal. — 1992. — November (vol. 212, no. 3). — P. 89—102. — PMID 1477980.
17. ↑  Sandström J., Nilsson P., Karlsson K., Marklund S.L. 10-fold increase in human plasma extracellular superoxide dismutase content caused by a mutation in heparin-binding domain (англ.) // Journal of Biological Chemistry : journal. — 1994. — July (vol. 269, no. 29). — P. 19163—19166. — PMID 8034674.
18. ↑  Yamada H., Yamada Y., Adachi T., Goto H., Ogasawara N., Futenma A., Kitano M., Hirano K., Kato K. Molecular analysis of extracellular-superoxide dismutase gene associated with high level in serum (англ.) // Jpn. J. Hum. Genet.[англ.] : journal. — 1995. — June (vol. 40, no. 2). — P. 177—184. — PMID 7662997.
19. ↑  Juul K., Tybjaerg-Hansen A., Marklund S., Heegaard N.H., Steffensen R., Sillesen H., Jensen G., Nordestgaard B.G. Genetically reduced antioxidative protection and increased ischemic heart disease risk: The Copenhagen City Heart Study (англ.) // Circulation : journal. — 2004. — January (vol. 109, no. 1). — P. 59—65. — doi:10.1161/01.CIR.0000105720.28086.6C. — PMID 14662715.
20. ↑  Heistad D.D. Oxidative stress and vascular disease: 2005 Duff lecture (недоступная ссылка — история) (англ.) // Arterioscler. Thromb. Vasc. Biol.[англ.] : journal. — 2006. — April (vol. 26, no. 4). — P. 689—695. — doi:10.1161/01.ATV.0000203525.62147.28. — PMID 16410455.
21. ↑  Hu D., Serrano F., Oury T.D., Klann E. Aging-dependent alterations in synaptic plasticity and memory in mice that overexpress extracellular superoxide dismutase (англ.) // J. Neurosci.[англ.] : journal. — 2006. — April (vol. 26, no. 15). — P. 3933—3941. — doi:10.1523/JNEUROSCI.5566-05.2006. — PMID 16611809.
22. ↑  Florian Muller; Satomi Miwa; Kenneth B. Beckman. Oxidative Stress in Aging: From Model Systems to Human Diseases (Aging Medicine) (англ.). — Totowa, NJ: Humana Press[англ.], 2008. — ISBN 1-58829-991-0.